# Balanites aegyptiaca
Balanites aegyptiaca é uma espécie de árvore, classificada como membro das Zygophyllaceae ou Balanitaceae. Esta árvore é nativa de grande parte da África e partes do Oriente Médio.
Existem muitos nomes comuns para esta planta. Em inglês, a fruta tem sido chamada de árvore de bagaço ou arbusto, árvore Thron, myrobalan egípcio, bálsamo egípcio ou óleo de Zachum; em árabe é conhecido como lalob, hidjihi, inteishit e heglig (hijlij). Em hauçá chama-se aduwa, em tamaxegue, a língua tuaregue, taboraq, em suaíli mchunju e em amárico bedena.